# Goldáraz
Goldáraz (Goldaratz en euskera y de forma oficial) es una localidad española y un concejo de la Comunidad Foral de Navarra perteneciente al municipio de Imoz. 
Está situado en la Merindad de Pamplona, en la comarca de Ultzamaldea, en el valle de Imoz y a 28,5 km de la capital de la comunidad, Pamplona. Su población en 2014 fue de 35 habitantes (INE), su superficie es de 6,11 km² y su densidad de población es de 5,73 hab/km².

## Geografía física

### Situación
La localidad de Goldáraz está situada en la parte sureste del municipio de Imoz a una altitud de 743 m s. n. m. Su término concejil tiene una superficie de 6,11 km² y limita al norte con Latasa; al este con Eraso; al sur con el municipio de Irurzun y el concejo de Echeverri en el valle de Araquil y al oeste con Odériz y Madoz.
|                       | Norte: Latasa                      |             |
| Oeste: Odériz y Madoz |                                    | Este: Eraso |
|                       | Sur: Irurzun y Echeverri (Araquil) |             |

## Demografía

### Evolución de la población
| Gráfica de evolución demográfica de Goldáraz entre 2000 y 2010 |
|                                                                |
| Datos según el nomenclátor publicados por el INE.              |